# Stanley Rother
Stanley Rother, né le 27 mars 1935 à Okarche, dans l'Oklahoma, et mort le 28 juillet 1981 à Santiago Atitlán au Guatemala, est un prêtre catholique et missionnaire américain. Il est assassiné par un escadron de la mort au cours du conflit armé guatémaltèque. Il est vénéré comme bienheureux et martyr par l'Église catholique.

## Biographie

### Jeunesse et ordination
Né dans une famille paysanne d'origine allemande de quatre enfants, à Okarche dans l'Oklahoma, Stanley Rother est baptisé le 29 octobre 1935 à l'église d'Okarche. Après ses études secondaires, il se destine à la prêtrise et poursuit ses études d'abord au séminaire de San Antonio, mais il a des difficultés d'apprentissage et surtout en latin qu'il n'a pas appris auparavant. Aussi, ses supérieurs lui conseillent de changer d'orientation après cinq ans d'études. Stanley Rother ne veut pas abandonner et il consulte donc son évêque qui le fait entrer au séminaire de Mount St. Mary's dans le Maryland ; il est ordonné à l'âge de 28 ans, le 25 mai 1963 pour le diocèse d'Oklahoma-Tulsa.
Il célèbre sa première messe en l'église de la Sainte-Trinité d'Okarche où il a été baptisé et a été enfant de chœur. Ensuite, il est vicaire dans diverses paroisses de l'Oklahoma.

### Première mission au Guatemala
En 1968, il demande la permission de partir en mission au Guatemala à son évêque qui accepte, car il avait entendu parler qu'on y avait besoin de prêtres. Il arrive donc à Santiago Atitlán, ville de quarante mille habitants dont trente mille Tz'utujils, où il rejoint une petite équipe missionnaire arrivée en 1964  et commence sa mission, en particulier auprès des Tz'utujils. Il se met à apprendre l'espagnol et la langue tz’utujil qui est une langue indigène orale. Il habite dans une famille au début. Il soutient une radio locale de la mission qui donne des cours de langue et de mathématiques. En 1973, il note avec fierté dans une lettre : « J'arrive maintenant à prêcher en tz'utujil ». En plus de son travail pastoral, il traduit le Nouveau Testament en tz'utujil et commence à célébrer la messe dans cette langue. Outre les aspects pastoraux de la mission, celle-ci recouvre donc un but humanitaire. Les premiers objectifs sont sanitaires : amélioration de l'alimentation et des soins médicaux, notamment par la construction d'un hôpital à Panabaj appelé l'Hospitalito. Le père Carlín, missionnaire arrivé avant lui, participe aussi au projet. Il s'occupe aussi d'une ferme expérimentale et est capable de conduire un bulldozer pendant des heures pour défricher le terrain.
Stanley Rother se retrouve seul en 1975 à la suite de défections et de retours forcés aux États-Unis. La charge de travail devient très importante et il est de plus en plus populaire : il célèbre cinq messes en quatre langues chaque dimanche, et plus de mille baptêmes par an.

### Menaces et assassinat
À partir de la fin des années 1970, le père Rother, ayant accompli des progrès dans les objectifs sanitaires, s'attaque au problème des injustices commises envers les Indiens, ce qui vaut rapidement des inimitiés fortes à ses collaborateurs et à lui-même. Le 23 octobre 1980, Gaspar Culan, diacre avec qui il travaille, est enlevé et probablement assassiné, suivi de deux autres collaborateurs. Le 3 janvier 1981, Diego Quic, catéchiste de la mission, est enlevé sous les yeux des deux prêtres.
En janvier 1981, sous la pression de ses paroissiens et en accord avec les autorités civiles, Stanley Rother quitte le Guatemala pour retourner en Oklahoma. Il y reste trois mois. À la suite de rumeurs indiquant que son nom ne serait plus sur les listes noires des factions militaires, il choisit de revenir pour Pâques.
Le 28 juillet 1981, le père Rother est assassiné par des militaires. Trois personnes sont arrêtées le 4 août, suspectées d'avoir participé à son meurtre.

## Vénération

### Béatification

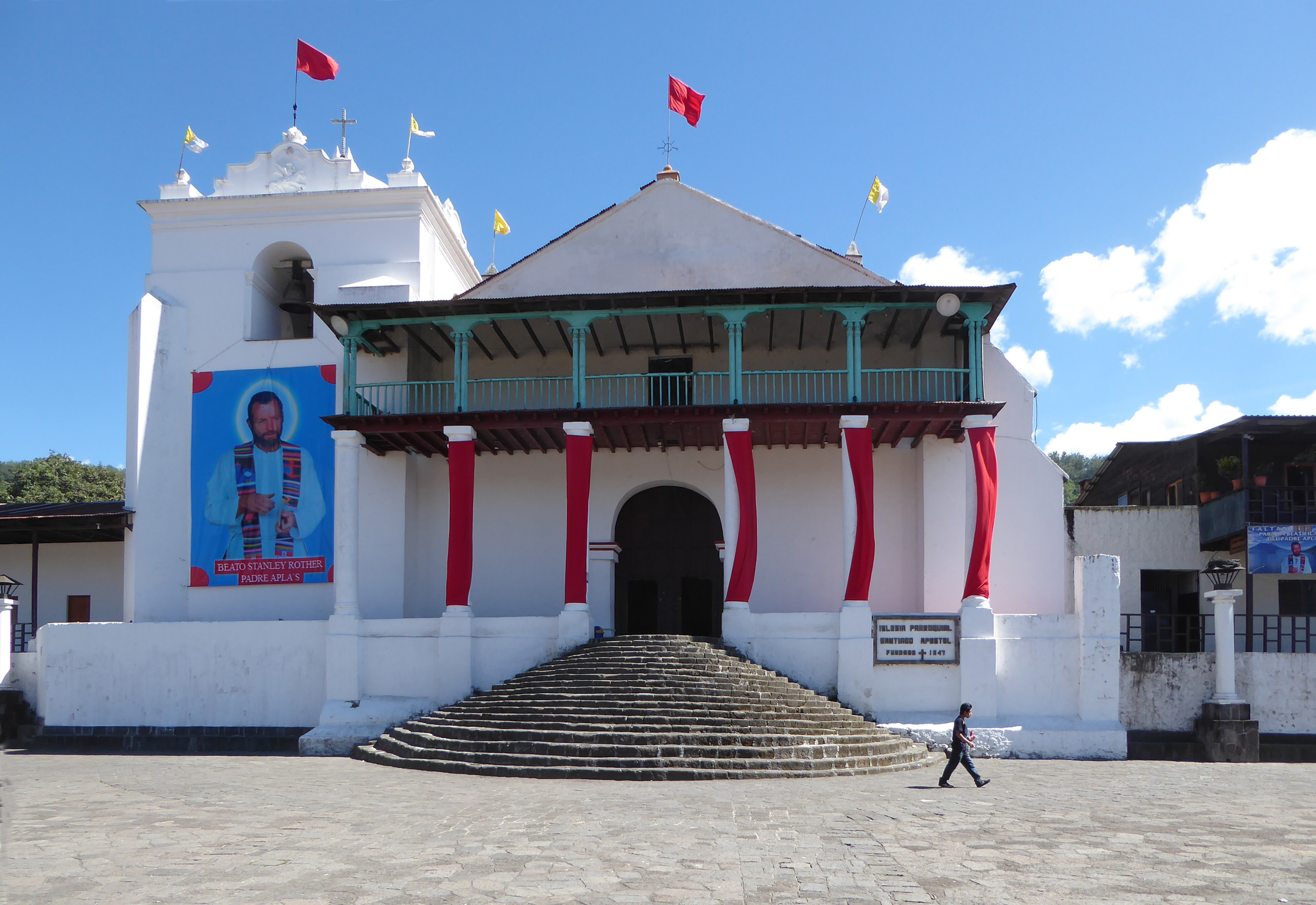
Église de Santiago Atitlan

#### Reconnaissance du martyre
Grâce à une attente vive et populaire, c'est le 5 octobre 2007 qu'est introduite la cause en béatification et canonisation, pour une enquête diocésaine, ouverte par Mgr Eusebius J. Beltran (en), archevêque d'Oklahoma City qui a connu personnellement Stanley Rother. Celle-ci est clôturée le 20 juillet 2010 et transférée à Rome pour y être étudiée par la Congrégation pour les causes des saints.
Le 1er décembre 2016, le pape François reconnaît la mort in odium fidei du père Rother, au titre de laquelle il est déclaré martyr, et signe le décret de béatification. Il s'agit du premier martyr né citoyen des États-Unis et du premier bienheureux prêtre né sur le sol des États-Unis. La messe a été célébrée le 23 septembre 2017 à Oklahoma au Cox Convention Center par le cardinal Angelo Amato SDB, devant vingt mille personnes, dont des membres de sa famille (son frère cadet Thomas Rother, sa belle-sœur Marti Rother et sa sœur religieuse Sr Marita Rother ASC), cinquante-deux évêques (dont l'ancien nonce apostolique au Guatemala (en), Mgr Paul Gallagher, actuel secrétaire pour les relations avec les États de la secrétairerie d'État, Mgr Peter Wells, nonce apostolique en Afrique du Sud et natif de Tulsa dans l'Oklahoma et l'archevêque émérite d'Oklahoma City, Mgr Beltran, qui avait ouvert l'enquête diocésaine ; c'est lui qui lit la biographie du bienheureux) et près de trois cents prêtres. Cette cérémonie de béatification est la deuxième à être célébrée sur le sol des États-Unis, après celle de la bienheureuse Myriam-Thérèse Demjanovich (1901-1927) dans le New Jersey en 2014 et avant celle célébrée en novembre 2017 à Détroit du bienheureux Solanus Casey (1870-1957).
Le cardinal Amato a déclaré dans son homélie : « Le père Rother, conscient du danger imminent pour sa vie, s'est préparé au martyre, demandant au Seigneur la force d'y faire face sans crainte. Il a continué cependant de prêcher l'Évangile d'amour et de non-violence (...) Son sang, uni au Précieux Sang de Jésus, purifie et sauve même ses ennemis, qui sont aussi aimés et pardonnés. »

### Culte
Le bienheureux Stanley Rother est fêté le 28 juillet.
Le corps du père Rother est ramené après sa mort aux États-Unis, où il est enterré au cimetière de la Sainte-Trinité d'Okarche. À l'occasion de sa béatification, son corps est exhumé. Il a été déposé dans l'autel du chœur de la Blessed Stanley Rother Chapel à Oklahoma City. Son cœur, découvert intact lors de l'exhumation, a été envoyé au Guatelama, et placé dans l'autel  de l'église où il exerçait son ministère sacerdotal.
Une statue de bois peint du bienheureux en vêtements sacerdotaux a été installée à l'intérieur de l'église de la Sainte-Trinité d'Okarche. Une autre de pierre se trouve sur le parvis ; elle montre Stanley Rother donnant la main à un enfant guatémaltèque.